# Antoni Turull i Creixell
Antoni Turull i Creixell (Barcelona, Barcelonès, 5 de maig de 1933 - Bristol, Anglaterra, 30 de gener de 1990) va ser un poeta, novel·lista i traductor català.

## Biografia
Va estudiar Filosofia i Lletres a les universitats de Saragossa i Barcelona i al Pontificium Athenaeum Angelicum de Roma. Es va doctorar en Filosofia amb una tesi sobre Berdiàiev. Va ser professor de literatura hispana –i de català i castellà– a la Universitat de Glasgow i, des del 1964, de la de Bristol.
Va conrear la poesia irònica, que sovint el va acostar a Pere Quart –de qui era parent–. En va publicar mostres esparses a revistes i en els reculls A l'oreig del capvespre (1975), Poesia prima (1986) i Bitllet de tornada (1990), aquest amb una forta presència del tema de la malaltia i la mort pressentida.
Va publicar una novel·la insòlita, Crònica d'Isambard (1976), que el va acostar a l'humor crític i sincopat de Boris Vian, i La torre Bernadot (1986, premi Sant Joan 1985).
Com a traductor, destaca la versió catalana de les poesies de William Blake, Cançons d'innocència i d'experiència (1975). També té publicades les versions de diversos poemes de Seamus Heaney i Philip Larkin a la revista Reduccions. Com a estudiós i assagista, cal destacar el seu llibre Pere Quart, poeta del nostre temps (1984), una de les primeres aproximacions crítiques a l'obra del poeta, i l'edició de la correspondència entre Josep Ferrater i Mora i Joan Oliver: Joc de cartes. Epistolari 1948-1984 (1988).

## Obres publicades

### Poemaris
- A l'oreig del capvespre (1975)
- Poesia prima (1986)
- Bitllet de tornada (1990)

### Novel·les
- Crònica d'Isambard (1976)
- La torre Bernadot (1986)

### Altres
- Pere Quart, poeta del nostre temps (1984)
- Joc de cartes. Epistolari 1948-1984 (1988)